# ヴィゼウ県
ヴィゼウ県（ヴィゼウけん、Distrito de Viseu）は、ポルトガルの県の一つ。県都は、ヴィゼウ。北西部はポルト県、北はヴィラ・レアル県とブラガンサ県、東はグアルタ県、南はコインブラ県、西は、アヴェイロ県と接する。
ヴィゼウ県は、以下の24の地方自治体が所属する（アルファベット順）。
- アルママール
- カレガル・ド・サルpt:Carregal do Sal
- カストロ・ダイレpt:Castro Daire
- シンファインスpt:Cinfães
- ラメーゴ（pt:Lamego）
- マングアルデpt:Mangualde
- モイメンタ・ダ・ベイラpt:Moimenta da Beira
- モルターグアpt:Mortágua
- ネーラスpt:Nelas
- オリヴェイラ・デ・フラデスpt:Oliveira de Frades
- ペナルヴァ・ド・カステロpt:Penalva do Castelo
- ペネドーノpt:Penedono
- レゼンデen:Resende, Portugal
- サンタ・コンバ・ダン
- サン・ジョアン・ダ・ペスケイラpt:São João da Pesqueira
- サン・ペドロ・ド・スルpt:São Pedro do Sul
- サタオンpt:Sátão
- セルナンセリェpt:Sernancelhe
- タブアソpt:Tabuaço
- タロウカpt:Tarouca
- トンデラpt:Tondela
- ヴィラ・ノヴァ・デ・パイヴァpt:Vila Nova de Paiva
- ヴィゼウ（pt:Viseu）- 県都
- ヴォウゼラVouzela